# International Railway Journal
Das International Railway Journal (IRJ) ist eine Eisenbahn-Fachzeitschrift, die seit 1960 erscheint. Die Redaktion befindet sich in Falmouth (Cornwall) im Vereinigten Königreich, der Verleger ist Simmons-Boardman Publishing in New York.
Eine erste Ausgabe erschien versuchsweise im Oktober 1960, seit Januar 1961 erscheint die Zeitschrift monatlich. Nach eigenen Angaben handelt es sich um die erste Fachzeitschrift des Eisenbahnwesens, die weltweit verbreitet wurde. Sie richtet sich an Führungs- und Fachkräfte der Eisenbahn-Hersteller und Eisenbahngesellschaften, aber auch an Politiker, Verkehrsplaner und Berater. Die Zeitschrift behandelt Themen des Personenverkehrs, Güterverkehrs, Hochgeschwindigkeitsverkehrs, sowie U-Bahnen und Stadtbahnen. Die Beiträge behandeln Infrastrukturprojekte und Rollmaterialbeschaffungen, neue Trends in der Industrie, Finanznachrichten und politische Themen. Einen wesentlichen Teil des Inhalts sind Kurznachrichten. Neben der Printausgabe betreibt die Redaktion auch eine Online-Plattform sowie eine Facebook-Seite. 